# Fernando Sor
Fernando Sor, właśc. José Fernando Macarurio Sors, (ur. 13 lutego 1778 w Barcelonie, zm. 10 lipca 1839 w Paryżu) – hiszpański gitarzysta i kompozytor.

## Życiorys
Fernando Sor urodził się w Barcelonie w dość zamożnej rodzinie – jego ojciec był kupcem; dokładna data urodzenia nie jest znana – pewne jest, że ochrzczono go 14 lutego 1778 r. Wielu spośród męskich członków rodziny Sora było od pokoleń zawodowymi żołnierzami; taki też zawód przeznaczono Fernandowi. Od momentu jednak kiedy ojciec zapoznał go z operą włoską, Sor zaczął przejawiać zainteresowanie muzyką. Ojciec Sora miał też w domu gitarę, tak że młody Sor był z jej brzmieniem dobrze zaznajomiony. Gruntowne wykształcenie właśnie w kierunku muzycznym odebrał w opactwie benedyktynów w klasztorze Santa María de Montserrat w pobliżu Barcelony. Był tam chórzystą; studiował ponadto harmonię, grę na skrzypcach i fortepianie. W roku 1795 zaczął naukę w szkole wojskowej.
W roku 1797 miała miejsce w Barcelonie uwieńczona sukcesem premiera opery Fernanda Sora Telémaco en la isla de Calipso (Telemach na wyspie Calypso). Ogółem przedstawienie to miał 15 wystawień w barcelońskim Teatre del Liceu. W tym też mniej więcej czasie wstąpił do hiszpańskiego wojska, w którym ostatecznie dosłużył się stopnia kapitana.
W roku 1808, kiedy armia francuska Napoleona Bonapartego najechała Hiszpanię, Sor pisał utwory na gitarę, stanowiące akompaniament do wierszy utrzymanych w tonie patriotycznym. Po porażce armii hiszpańskiej złożył jednak przysięgę nowej władzy Józefa Bonapartego i przyjął stanowisko głównego komisarza policji z ramienia władz okupacyjnych w jednym z andaluzyjskich okręgów. W roku 1813 okupanci francuscy zostali wyparci z Hiszpanii; Sor wraz z wieloma innymi artystami i arystokratami zaprzyjaźnionymi z Francuzami (tak zwanymi afrancesados, czyli sfrancuziałymi) opuścił Hiszpanię z obawy przed karą. Udał się do Paryża, by już nigdy nie powrócić do ojczyzny.
Dzięki swoim umiejętnościom kompozytora i gitarzysty zaczął uzyskiwać renomę w środowiskach artystycznych Paryża i w końcu zdecydował się na europejskie tournée, dzięki któremu zyskał znaczną sławę. Dłuższy czas przebywał m.in. w Londynie, gdzie odniósł sukces jako twórca muzyki baletowej, dzieł na orkiestrę, fortepian i głos i gitarę. W roku 1823 udał się w podróż do Petersburga, po drodze koncertując w Warszawie. W Rosji przebywał trzy lata.
W roku 1827, w dużej mierze z powodu zaawansowanego wieku, osiadł na dobre w Paryżu, gdzie postanowił przeżyć resztę życia. W tym okresie skomponował wiele ze swoich najlepszych utworów. Do jego paryskich przyjaciół należał m.in. hiszpański gitarzysta Dionisio Aguado; przyjaźni tej Sor poświęcił duet gitarowy Les Deux Amis ("Dwaj przyjaciele").
Jego ostatnim dziełem była msza na cześć jego zmarłej w roku 1837 córki. Ta śmierć wpędziła i tak już schorowanego Sora w depresję; zmarł dwa lata później, w roku 1839 na raka gardła.
Sor jest autorem wielu kompozycji na gitarę klasyczną oraz innowacyjnego w swoich czasach podręcznika Méthode pour la Guitare, wydanego po raz pierwszy w Paryżu w 1830 roku, prezentującego nie tylko zagadnienia związane z techniką gry, ale również teorię kompozycji, harmonii i kontrapunktu.

## Lista kompozycji opusowanych
- 18?? 1. 6 Divertissements
- 18?? 2. 6 Divertissements
- 18?? 3. Varied Theme and Minuet
- 18?? 4. Fantasy
- 18?? 5. 6 Short Pieces
- 18?? 6. 12 Studies
- 18?? 7. Fantasy
- 18?? 8. 6 Divertissements
- 1821 9. Introduction and Variations on a Theme from “The Magic Flute” by Mozart
- 18?? 10. Fantasy
- 18?? 11. 2 Varied Themes and 12 Minuets
- 18?? 12. Fantasy
- 1819 13. 6 Divertissements
- 1822 14. Grand Solo
- 18?? 15a. Folies d`Espagne et un Menuet. 1822. (Meissonnier). 1810. (Castro)
- 18?? 15b. Sonata seconda in C major. 1822. (Meissonnier). 1810. (Castro)
- 18?? 15c. Thème varié in C major. 1822. (Meissonnier). 1810. (Castro)
- 18?? 16. Cinquième fantaisie. (Introduction, Theme and Variations on “Nel cor piu” by Pai[sillo”).
- 18?? 17. 6 Waltzes
- 18?? 18. 6 Waltzes
- 18?? 19. 6 Airs from the “Magic Flute”
- 18?? 20. Introduction and Varied Theme
- 18?? 21. “Les Adieux”
- 1825 22. Grand Sonata
- 1825 23. Divertissements. (1825, Meissonnier)
- 1825 24. 8 Short Pieces
- 1827 25. Grand Sonata
- 1827 26. Introduction and Variations on « Que ne suis-je la fougère! »
- 1827 27. Introduction and Variations on « Gentil houssard »
- 1827 28. Introduction and Variations on « Malbrough s`en-va-t-en guerre »
- 18?? 29. 12 Studies. (Continuation of op, 6.)
- 1828 30. Fantasy and Brilliant Variations
- 18?? 31. 24 Progressive Lessons for Beginners
- 18?? 32. 6 Short Pieces
- 1828 33. 3 Society Pieces. 1828. (Last Publication by Meissonnier)
- 1828 34. L`Encouragement. (Duet). 1828. (Pacini)
- 1828 35. 24 Exercises. 1828. (First Publication by Pacini)
- 18?? 36. (In Simrock Edition this opus number is given as Three Society Pieces. But it is the same composition as opus 34.)
- 18?? 37. Serenade
- 1830 38. Divertissements. (Duet). 1829-30. (Pacini)
- 1830 39. 6 Waltzes. (Duet). 1829-30. (Pacini)
- 18?? 40. Fantasy and Variations on a Scotch Air
- 1830 41. Les Deux Amis. (Duet). 1829-30. (Pacini)
- 18?? 42. 6 Short Pieces
- 18?? 43. “Mes Ennius” – 6 Bagatelles
- 18?? 44. 24 Studies
- 1831 44, bis. 6 Easy Waltzes. (Duet). 1831. (Pacini)
- 18?? 45. 6 Pieces
- 1831 46. “Souvenir of Friendship”
- 1832 47. 6 Short Pieces
- 1832 48. “How do you like this ?” – Rondo
- 1832 49. Military Divertissement. (Duet). 1832. (Pacini)
- 1832 50. “La Calm”. 1832
- 1832 51. “À la Bonne Heure” – 6 Waltzes
- 18?? 52. Fantasy Villagoise
- 1832 53. “The First Step”. (Duet). 1832. (Pacini)
- 1832 54. Concert Piece. 1832
- 18?? 54. bis. Fantasy. (Duet)
- 18?? 55. 3 Easy Duets. (Duet)
- 18?? 56. “An Evening in Berlin”
- 1834 57. 6 Waltzes and a Galop
- 18?? 58. Easy Fantasy
- 18?? 59. Elégiac Fantasy
- 18?? 60. 25 Progressive Studies
- 1837 61. 3 Easy Duets. (Duet). 1836-7. (Pacini)
- 1838 62. Divertissements. (Duet). 1837-8. (Pacini)
- 18?? 63. “Souvenir of Russia” (Duet)